# Висока (Грчка)
Висока (грч. Όσσα, Оса) је насељено место у општини Лагадина у периферији Средишња Македонија, Грчка. Према попису из 2021. године било је 409 становника.
Према бугарском географу и историчару, Василу Канчову, у Високи је 1900. године живело 1.350 Словена хришћана и 200 Турака. Висока је старо словенско село са специфичним старословенским говором, који су проучавали лингвисти и слависти. Године 1924. турско становништво је принудно исељено у Турску а на њихово место насељене су грчке избеглице, укупно 257 особа.

## Познате личности
- Света Кирана Солунска, православна светитељка